# Амат, Жорди
Жо́рди (Джо́рди) Ама́т Ма́ас (кат. и исп. Jordi Amat Maas, каталанский: [ˈʒɔɾði əˈmat]; испанский: [ˈɟʝoɾði aˈmat]; род. 21 марта 1992, Канет-де-Мар, Каталония) — испанский футболист, защитник малайзийского клуба «Джохор» и национальной сборной Индонезии. 

## Клубная карьера
Воспитанник кантеры «Эспаньола». Жорди Амат впервые сыграл за основной состав 24 января 2010 года против «Мальорки», выйдя на замену за 6 минут до окончания матча. Всего до конца сезона молодой защитник выходил на поле 6 раз, из них 4 — в стартовом составе. В сезоне 2010/11 провёл за «Эспаньол» в чемпионате и Кубке Испании 28 матчей, из которых 24 — полностью.
С 2012 по 2013 год защитник на правах аренды выступал за «Райо Вальекано». Дебютировал в команде 20 августа 2012 года в матче с «Гранадой». Амат вышел на поле в стартовом составе, а во втором тайме был заменён на Микеля Лабаку
.
24 февраля 2013 года футболист забил первый гол в своей профессиональной карьере, поразив ворота «Вальядолида» спустя минуту после автогола
.
28 июня 2013 года подписал четырёхлетний контракт с «Суонси Сити».
7 июля 2017 года стало известно, что Жорди Амат в сезоне 2017/18 будет играть за «Реал Бетис» на правах аренды.

## Национальная сборная
Привлекался в юношеские сборные Испании различных возрастов. Полуфиналист чемпионата мира 2009 (до 17 лет). 1 сентября 2011 года дебютировал в молодёжной сборной Испании в матче отборочного этапа к молодёжному чемпионату Европы против Грузии.

## Клубная статистика
| Клуб                      | Сезон   | Чемпионат | Чемпионат | Национальные кубки | Национальные кубки | Еврокубки | Еврокубки | Всего | Всего |
| Клуб                      | Сезон   | Игры      | Голы      | Игры               | Голы               | Игры      | Голы      | Игры  | Голы  |
| ------------------------- | ------- | --------- | --------- | ------------------ | ------------------ | --------- | --------- | ----- | ----- |
| Эспаньол                  | 2009/10 | 6         | 0         | 0                  | 0                  | 0         | 0         | 6     | 0     |
| Эспаньол                  | 2010/11 | 26        | 0         | 2                  | 0                  | 0         | 0         | 28    | 0     |
| Эспаньол                  | 2011/12 | 9         | 0         | 4                  | 0                  | 0         | 0         | 13    | 0     |
| Всего за «Эспаньол»       |         | 41        | 0         | 6                  | 0                  | 0         | 0         | 47    | 0     |
| Райо Вальекано            | 2012/13 | 27        | 1         | 0                  | 0                  | 0         | 0         | 27    | 1     |
| Всего за «Райо Вальекано» |         | 27        | 1         | 0                  | 0                  | 0         | 0         | 27    | 1     |
| Суонси Сити               | 2013/14 | 3         | 0         | 1                  | 0                  | 6         | 0         | 10    | 0     |
| Всего за «Суонси Сити»    |         | 3         | 0         | 1                  | 0                  | 6         | 0         | 10    | 0     |
| Всего                     |         | 71        | 1         | 7                  | 0                  | 6         | 0         | 84    | 1     |